# صایین کلایه
صایین کلایه روستایی از توابع بخش رودبارالموت شهرستان قزوین در استان قزوین ایران است.این روستا از نظر مجاورت میان دو روستای شهرک و ملاکلایه واقع شده‌است.همچنین این روستا میان دو کوه واقع شده که بر جذابیت‌های روستا افزوده است.

## جمعیت
این روستا در دهستان الموت بالا قرار دارد و براساس سرشماری مرکز آمار ایران در سال ۱۳۸۵، جمعیت آن ۶۲ نفر (۳۰خانوار) بوده‌است.

## مردم
تات‌ها از ساکنین روستای صایین کلایه هستند که زبان‌شان تاتی است.پیشه اغلب مردم این روستا کشت برنج ، باغداری و گاهاً دامداری است.